# 李永昶
李 永昶（イ・ヨンチャン、朝鮮語: 이영창、1932年12月25日 - 2008年4月13日）は、大韓民国の警察官僚、政治家。元内務部治安本部長、民主自由党・ハンナラ党所属の第14代韓国国会議員。
本貫は固城李氏。号は明坡（ミョンパ、명파）。キリスト教徒。

## 経歴
日本統治時代の慶尚北道清道郡出身。慶北高等学校、東国大学校法学科卒、警察専門大学（現・警察人材開発院）卒、延世大学校経営大学院修了。慶北警察局長、大邱警察局長、釜山警察局長、ソウル警察局長、治安本部長、韓国住宅公社理事長を務めた。
2008年4月13日、老衰により死去。享年76。